# Mont Alberta
Le mont Alberta, en anglais : Mount Alberta, est une montagne située dans la partie supérieure de la vallée de la rivière Athabasca dans le parc national de Jasper, Alberta, Canada. John Norman Collie baptise cette montagne en 1898 en l'honneur de la princesse Louise Caroline Alberta.
Le mont Alberta est le sixième pic le plus élevé des Rocheuses canadiennes. Il est situé à 80 km au sud-est de la ville de Jasper.

## Histoire
La base est atteinte via Fortress Lake en 1901 par l'explorateur allemand, Jean Habel. Des photographies du pic déclenchèrent un grand intérêt au sein de la communauté des montagnards. La première ascension est réalisée en 1925 par des membres du Club alpin japonais : S. Hashimoto, H. Hatano, T. Hayakawa, Yuko Maki, Y. Mita et N. Okabe. La cordée japonaise est guidée par Hans Fuhrer, H. Kohler et J. Weber. Après avoir rencontré quelques difficultés avec un surplomb et une série de corniches abruptes, ils atteignent le sommet et plantent symboliquement un piolet au sommet. Le piolet est laissé sur place comme preuve de leur réussite. Des expéditions ultérieurs ramenèrent le piolet au Club alpin américain à New York avant qu'il ne retourne au Japon.
La seconde ascension est réussie en 1948 par les alpinistes américains Fred Ayers et John Oberlin. En 1958, la première ascension par une équipe canadienne est réussie par Neil Brown, Hans Gmoser, Leo Grillmair, Heinz Kahl et Sarka Spinkova.

## Ascension
Il existe plusieurs voies pour l'ascension du mont Alberta :
- Voie japonaise (voie normale) V 5.6 ;
- Face nord VI 5.9 A3 ;
- Face nord-est V 5.10.